# Johann Conrad Felsing
Johann Conrad Friedrich Felsing (* 1. März 1766 in Gießen; † 3. Dezember 1819 in Darmstadt) war Kupferstecher und Kupferdrucker.

## Leben
Johann Conrad Felsing war der Sohn von Johann Conrad Felsing (ursprüngliche Schreibweise Völtzing; 1733–1808), Bürger, Messerschmied und Instrumenteur in Gießen, und der Margaretha Katharina Felsing, geborene Best (1734–1804).
Er absolvierte eine Uhrmacherlehre, in der er bereits Uhren gravierte und damit begann Stiche zu kopieren. 1783 studierte er in Gießen Mathematik. 1787 begann er eine weitere Lehre in Darmstadt bei dem damaligen Hofkupferstecher Göpfert, der aber bereits 1788 Selbstmord beging. Der Erbprinz von Hessen, der spätere Ludwig I. (Hessen-Darmstadt), förderte ihn durch eine jährliche Unterstützung. 1796 wurde er Hofkupferstecher. 1797 bezog er das Gebäude seiner zukünftigen Kupferdruckerei, die bald erfolgreich im Geschäft war.
Felsing hat sich besonders durch seine topographischen Werke ausgezeichnet, für welche er eine neue Art der Darstellung entwickelte. Zu seinen letzten und besten Arbeiten gehörte der militärisch-topographische Plan von Mainz (1816). Außerdem lieferte er viele Porträts in Punktiermanier.
1799 heiratete er Dorothea Jost (1766–1834), mit der er drei Kinder bekam. Seine Söhne Johann Heinrich und Jakob waren ebenfalls Kupferstecher.

## Galerie

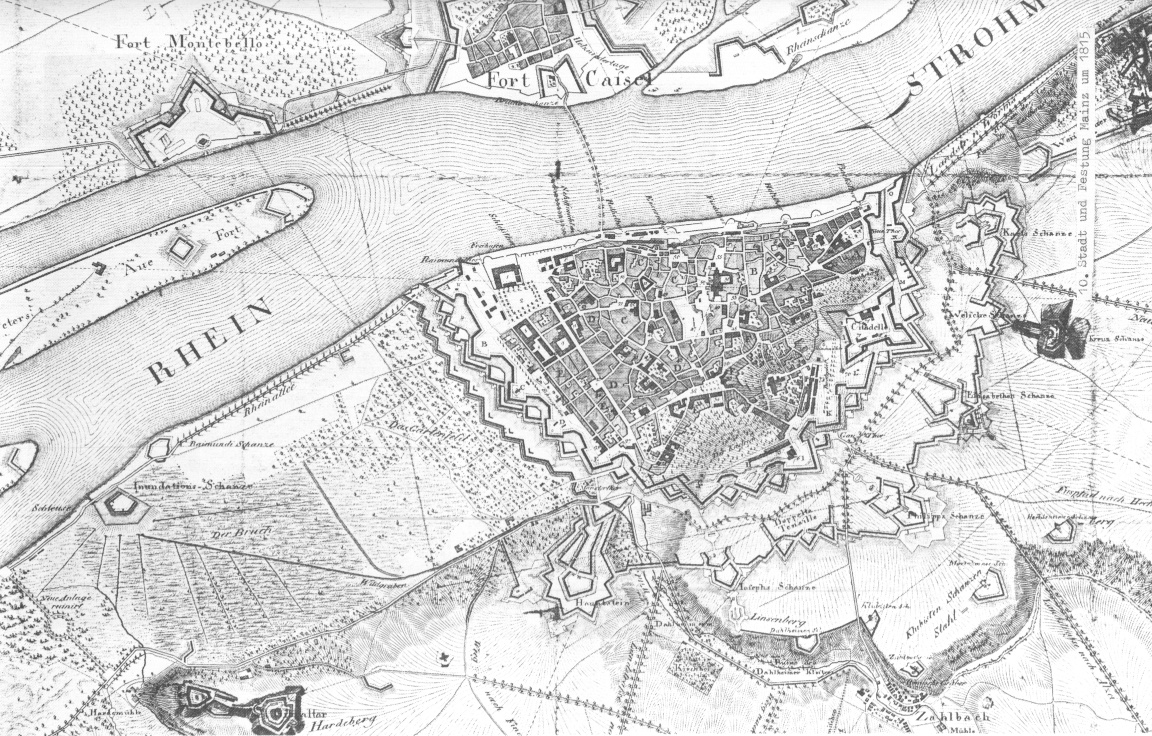
Topographisch-militärischer Plan der Stadt und Festung Mainz
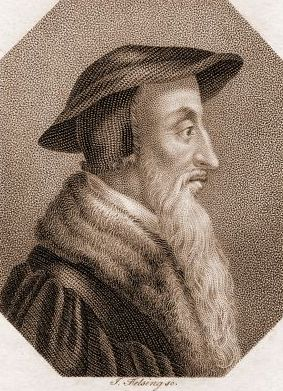
Punktierter Kupferstich, Porträt von Johannes Calvin
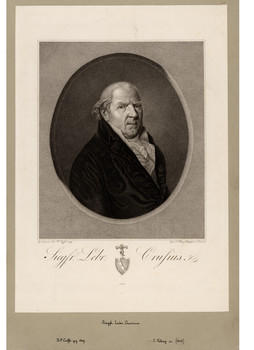
Siegfried Leberecht Crusius, Kupferstich-Porträt (1818)